# Kurd Laßwitz
Carl Theodor Victor Kurd Laßwitz o Lasswitz (Breslavia, 20 aprile 1848 – Gotha, 17 ottobre 1910) è stato uno scrittore, scienziato e filosofo tedesco.
Scrisse anche con lo pseudonimo di Velatus. È considerato uno dei fondatori della fantascienza in lingua tedesca.

## Biografia
Studiò matematica e fisica a Breslavia, sua città natale, e a Berlino, acquisendo il dottorato nel 1873. Gran parte della sua carriera la trascorse come professore al Gymnasium Ernestinum nella città di Gotha.
Nel 1871 pubblicò la sua prima storia di fantascienza, Bis zum Nullpunkt des Seins ("Al punto zero dell'esistenza"), che specula sulla vita futura nell'anno 2371. Ma è nel 1897 che ottenne grande fama con il romanzo Auf zwei Planeten ("Su due pianeti"), che descrive il primo incontro con la civiltà marziana, immaginata più avanzata di quella terrestre. Il libro fu un grande successo, ma subì la censura del nazismo negli anni trenta, perché "troppo popolare". Vennero acquistate più di 70 000 copie per salvare l'opera dalla distruzione della censura. Solo nel 1971 fu tradotto in inglese, con il titolo Two Planets.
È sua anche La Biblioteca Universale, racconto che prende spunto da pensieri di Leibniz e avrebbe offerto lo spunto a Borges per la sua Biblioteca di Babele.
Il suo ultimo libro è del 1909, Sternentau: die Pflanze vom Neptunsmond ("La rugiada delle stelle: le piante della luna di Nettuno").
Nelle opere di saggistica è famoso per la sua biografia di Gustav Fechner, nel 1896.
A lui è dedicato un cratere sul pianeta Marte ed un asteroide, il "46514 Lasswitz".
Sin dal 1981 è stato istituito il premio Kurd Laßwitz, premio per gli autori di fantascienza in lingua tedesca.

## Opere

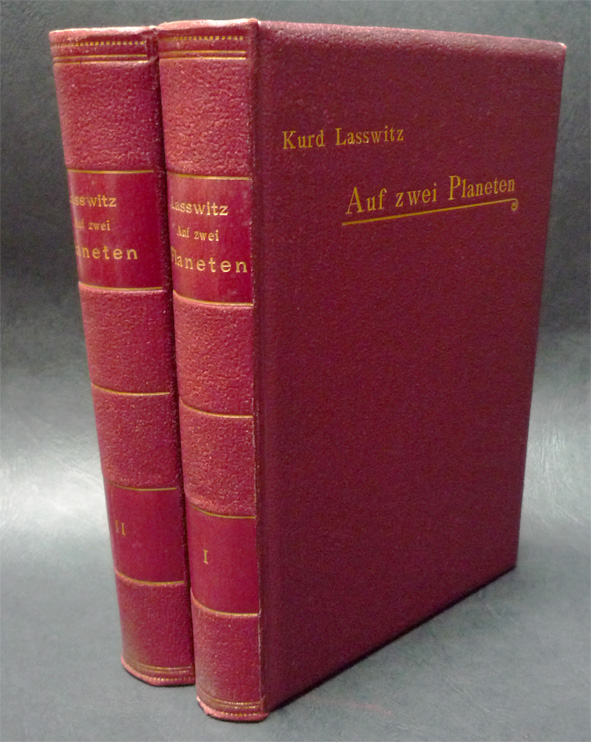
Auf zwei Planeten, 1897

### Romanzi
- Bis zum Nullpunkt des Seins, 1871
- Zwei Erzählungen aus dem 24. und 39. Jahrhundert, 1874
- Atomistik und Kriticismus, 1874
- Natur und Mensch, 1878
- Auf zwei Planeten, 1897
- (DE) Nie und Immer. Neue Märchen, illustrazioni di Heinrich Vogeler, 1902.
- Homchen, 1902
- Aspira. Der Roman einer Wolke, 1904
- Was ist Kultur, 1906
- Seelen und Ziele, 1908
- Die Weltprojekte, 1908
- Sternentau. Die Pflanze vom Neptunsmond, 1909

### Racconti
- Bilder aus der Zukunft, 1878
- Apoikis (Apoikis, Wiener Allgemeine Zeitung, 1882), Futuro Europa 26, Perseo Libri
- Sulla bolla di sapone (Auf der Seifenblase, 1887), Verso le Stelle 9, Solaris
- Seifenblasen, 1890
- La Biblioteca Universale (Die Universalbibliothek, 1904), raccolto nelle antologie Futuro Europa 11, Perseo Libri, 1992, e Racconti matematici, Einaudi, 2006

### Saggistica
- Geschichte der Atomistik vom Mittelalter bis Newton, 1890
- Wirklichkeiten, 1899
- Religion und Naturwissenschaft, 1904